# Jan Schalkwijk
Jan Schalkwijk (1920-1992) was een Nederlands schrijfmeester en -pedagoog.
Schalkwijk was werkzaam bij Vroom & Dreesmann in Haarlem als decorateur maar zijn grote liefde was de kalligrafie, meer bepaald de italic. Dit schrift wordt met een brede pen geschreven. Als lid van de vereniging Mercator zette hij zich in voor de verspreiding van de italic, middels presentaties en publicaties.

## Publicaties
Jan Schalkwijk, Zo wordt schrijven een feest: handleiding tot het aanleren van het Italic-handschrift. Haarlem: Mercator-Vereniging, 1980